# Strobilanthes congesta
Strobilanthes congesta är en akantusväxtart som beskrevs av H. Terao. Strobilanthes congesta ingår i släktet Strobilanthes och familjen akantusväxter. Inga underarter finns listade i Catalogue of Life.